# Holger Juul Hansen
Holger Juul Hansen (ur. 14 sierpnia 1924 w Nyborgu, zm. 19 marca 2013 w Kopenhadze) – duński aktor.

## Filmografia
- 1956: Den Store gavtyv jako Kriminalassistent Rønne
- 1956: Far til fire i byen jako nauczyciel
- 1956: Kispus jako Børge
- 1957: Ingen tid til kærtegn jako Instruktor
- 1957: Far til fire og onkel Sofus jako nauczyciel
- 1958: Over alle grænser jako Anton
- 1958: Far til fire og ulveungerne jako nauczyciel
- 1959: Kærlighedens melodi jako Radny William Thomsen
- 1959: Charles' tante jako Frederik Ahlevig
- 1960: Frihedens pris jako dowódca transportu
- 1962: Rikki og mændene jako Peter
- 1965: Mor bag rattet jako Advokat Peter Jeppsen
- 1965: Landmandsliv jako Grev Axel von Rambow
- 1966: Krybskytterne på Næsbygård jako pastor Johannes Pripp
- 1970: Svejk i anden verdenskrig jako Gruppefører Bullinger / Beruset feltpræst
- 1972: Næsehornet jako Botard
- 1973: I Adams verden jako Paul
- 1974: Det Lykkelige skibbrud jako Leander
- 1975: Violer er blå jako Uffe
- 1975: Det Gode og det onde
- 1976: Kassen stemmer jako Hjorth
- 1977: Gang Olsena znowu w akcji (Olsen-Banden deruda) jako Křrerlćrer Larsen
- 1977: Nyt legetøj jako dyrektor Ebbesen
- 1978-1982: Matador jako Hans Christian Varnæs
- 1981: Gang Olsena - Paryski plan (Olsen-Banden over alle bjerge) jako Hallandsen
- 1981: Gang Olsena daje dyla (Olsen-bandens flugt over plankeværket) jako Hallandsen
- 1984: Anthonsen jako Bankdirektør Smith
- 1987: Sidste akt jako Perry Lascoe
- 1994: Królestwo (Riget) jako Moesgaard
- 1997: Królestwo II (Riget II) jako dr Moesgaard